# هرگز نگو هرگز (ترانه جاستین بیبر)
هرگز نگو هرگز (به انگلیسی: Never Say Never) تک آهنگی اثر خواننده و ترانه‌سرای جوان کانادایی، جاستین بیبر است که برای ترانهٔ فیلم بچه کاراته‌کار (فیلم ۲۰۱۰) استفاده شد. در این ترانه، جیدن اسمیت، پسر هنرمند معروف سیاه پوست آمریکا، ویل اسمیت، رپ‌خوانی آن را بر عهده دارد.
این ترانه در آلبوم ریمیکس «هرگز نگو هرگز - ریمیکس‌ها منتشر شده است. ترانهٔ هرگز نگو هرگز، رتبهٔ ۸ را در جدول ۱۰۰ اثر برتر بیلبورد و رتبهٔ ۱۱ را در جدول ۱۰۰ اثر برتر کانادا بدست آورده است.